# Genoveva Marsal Santamaría
Genoveva Marsal Santamaría (Carlet, Valencia, 3 de enero de 1896 - Alcalá de Chivert, Castellón, 14 de octubre de 1932) fue una republicana española.

## Biografía
Fue la fundadora y primera presidenta de la Agrupación Radical Femenina de Alcalá de Chivert. A lo largo de su experiencia, Genoveva consiguió reunir en la organización más de trescientas mujeres republicanas, en un pueblo en torno a los 5500 habitantes. Entre las actividades que llevaron a cabo cabe destacar el ciclo de conferencias con carácter cultural y feminista, donde esperaban contar con diputadas como Victoria Kent y Margarita Nelken.
Como laica y persona muy crítica con la Iglesia, defendía una sociedad organizada aconfesionalmente. En muchas ocasiones denunció ante las autoridades políticas las vulneraciones constitucionales del clero del pueblo, por hacer continuas manifestaciones públicas del culto católico sin autorización del gobierno republicano. También fueron muchas las ocasiones mediante discursos, manifiestos y artículos en la prensa que señaló el fanatismo católico, culpable en gran parte de la ignorancia de las mujeres. Cabe destacar algunas de sus frases:

...Los curas son una especie de escarabajos que sólo actúan en la oscuridad, porque sus actos son iguales a los que cometen los delincuentes, que rehuyen la presencia de la luz. Por eso han sido, son y serán enemigos de la Ilustración. [...] Si viven en esta tierra no es para engrandecerla sino para explotarla y saquearla en beneficio de las arcas de Roma. Por eso mienten también al invocar el nombre de una patria, cuya bandera tricolor insultan y escarnecen a todas horas.
 ¡Familia! Esta sagrada palabra, en boca de quienes fundan la mayor virtud en el claustro y en el celibato, es el mayor de los sarcasmos. ¿Salvadores de la familia esos que abandonan a los padres y no tienen hijos, y si los tienen no los reconocen? ¡Esos no aman a la familia, sino su esclavitud para levantar una vez más el trono de todas las impudicias, de todos los apetitos y de todos los crímenes.
República. Diario de la tarde

Con motivo de estas palabras en uno de sus discursos en un mitin republicano, fue insultada.
Contrajo matrimonio con el maestro Francisco Fuertes Antonino, el 20 de octubre de 1919, fundador del periódico El Abstemio, órgano de la Liga Española Antialcohólica. A los 36 años, al dar a luz a su sexto hijo, murió en octubre de 1932. Unas de sus últimas palabras fueron: "Quiero que el niño se llame Julio, como mi padre; de ser niña le hubiera puesto Fraternidad".